# Elecciones provinciales de Ontario de 2014
Las elecciones provinciales de Ontario de 2014 ocurrieron el 12 de junio de 2014, para elegir miembros de la 41.ª legislatura de la provincia canadiense de Ontario. El Partido Liberal, liderado por la flamante premier Kathleen Wynne, ganó su cuarto mandato en el gobierno, recuperando la mayoría absoluta que habían perdido en 2011 y confirmando el dominio Liberal sobre la provincia. La elección había sido llamada anticipadamente luego de la derrota del presupuesto en la legislatura.
El Partido Conservador Progresista, liderados en su segunda elección por Tim Hudak, sufrieron una fuerte derrota, perdiendo nueve escaños y permaneciendo como la oposición oficial. El Nuevo Partido Democrático de Ontario, liderado por Andrea Horwath, por su parte logró aumentar su representación parlamentaria a 21 bancas, quedando solo 7 detrás de los conservadores. El Partido Verde una vez más quedó sin representación en la legislatura.
Con su triunfo, Wynne se convirtió en la primera persona gay en ganar una elección provincial en todo el país, además de ser la primera mujer en ganar una elección provincial en Ontario.

## Contexto
La elección se llevó a cabo bajo el escrutinio mayoritario uninominal, y fue la 41.ª elección en la historia de la provincia. 
La última elección había resultado en una tercera victoria consecutiva para el Partido Liberal, que había llegado al gobierno provincial en el año 2003, al mando de Dalton McGuinty, pero este se retiró en el año 2013, siendo reemplazado por Kathleen Wynne. Wynne presidió sobre un gobierno minoritario, lo que significó que para poder lograr su agenda legislativa, requeriría el apoyo de alguno de los dos partidos de oposición. Si bien el NDP decidió abstenerse para el último presupuesto de McGuinty, anunciaron que no lo harían con el de Wynne, lo que significaría una inminente derrota en la legislatura y la pérdida de la confianza de la cámara, por lo que Wynne pidió una disolución del parlamento, poniendo en marcha la campaña electoral.

## Resultados
|  | 38.65 % |

|  | 31.25 % |

|  | 23.75 % |

|  | 4.84 % |

|  | 0.08 % |

|  | 1.43 % |

|  | 98.67 % |

|  | 1.33 % |

|  | 100.00 % |

|  | 51.29 % |